# PARI/GP
PARI/GP es un sistema algebraico computacional especializado en los cálculos de teoría de números. El sistema consta de dos componentes principales:
- PARI: Una librería C diseñada para el cálculo rápido en teoría de números, incluyendo factorización de enteros y cálculos con curvas elípticas.
- GP: el lenguaje de script que puede usarse para llamar a PARI desde una interfaz en línea de comandos llamada gp.
- Existe por último un compilador gp2c que compila los scripts en lenguaje C y devuelve los resultados en línea de comandos, multiplicando la velocidad de ejecución por un factor 3 o 4.

Una gran parte del código de PARI fue incorporado en el CAS Magma.

## Tipos y algoritmos
Además de los tipos de elementos que solemos usar en un CAS de propósito general, encontramos otros menos habituales como polinomios módulo un polinomio P,  series de potencias con un número finito de potencias negativas, números p-ádicos, números cuadráticos (del cuerpo {\displaystyle Q({\sqrt {m}})} )
Contiene casi todos los algoritmos desarrollados en el libro Advanced Topics in Computational Number Theory, Henri Cohen, Springer Science & Business Media, 30 nov. 1999.